# Quantum Gate
Quantum Gate è un album del 2017 dei Tangerine Dream. È all'incirca il loro centocinquantesimo album, ed è il primo album completamente realizzato dopo la morte del fondatore del gruppo, Edgar Froese, avvenuta nel 2015. Esso è comunque, in gran parte, basato su idee e schizzi musicali lasciati da Froese stesso.
Questo album ha fatto riguadagnare al gruppo l'attenzione di buona parte della stampa, come non avveniva dal 1994, dall'uscita dell'album "Turn of the Tides", soprattutto a causa del rinnovato interesse per il gruppo dopo la morte di Edgar.

## Tracce del CD
Tutti i titoli sono stati composti da Edgar Froese, Thorsten Quaeschning e Ulrich Schnauss, tranne quello con diversa indicazione.
1. Sensing Elements – 13:33
2. Roll the Seven Twice – 6:25
3. Granular Blankets – 5:03
4. It Is Time to Leave When Everyone Is Dancing (T. Quaeschning, U. Schnauss) – 6:36
5. Identity Proven Matrix – 5:18
6. Non-Locality Destination – 10:00
7. Proton Bonfire – 8:25
8. Tear Down the Grey Skies – 6:17
9. Genesis of Precious Thoughts – 9:10

## Tracce dell'LP
Le versioni del vinile presenta un ordine di traccia diverso, sebbene non ci fosse la necessità di adattare le tracce ai due lati.
1. Sensing Elements – 13:33
2. Roll the Seven Twice – 6:25

1. Identity Proven Matrix – 5:18
2. Tear Down the Grey Skies – 6:17
3. Proton Bonfire – 8:25

1. It Is Time to Leave When Everyone Is Dancing – 6:36
2. Non-Locality Destination – 10:00

1. Genesis of Precious Thoughts – 9:10
2. Granular Blankets – 5:03

## Musicisti
- Edgar Froese - sintetizzatore, chitarra
- Thorsten Quaeschning - musical director, sintetizzatore, chitarra, steel drums, basso
- Ulrich Schnauss - sintetizzatore, sequencer
- Hoshiko Yamane - violino (tracce 3, 6, 7, 8, 9)